# Turisztikai szervezetek
A turizmust működtető turisztikai szervezetek a turizmus irányításában és lebonyolításában közvetlenül vagy közvetett módon vesznek részt.

## A turizmust irányító szervezetek
1. Önálló minisztériummal
A turizmus irányításának egyik lehetősége - a turizmus nemzetgazdaságban betöltött szerepének megfelelően - önálló turisztikai minisztérium létrehozása. Ilyen van például Egyiptomban, Görögországban, Horvátországban, Izraelben, Jordániában, Romániában és Törökországban.
Az önálló minisztérium létesítésének egyik fő érve, hogy a turizmus összetett jellegénél fogva igen széles körű kormányzati koordinációt igényel.
2. Egy másik ágazattal együtt közös minisztériummal
A turizmussal kapcsolatban vannak olyan vélemények, mely szerint nem feltétlenül szükséges az önálló szervezeti elkülönüléshez ragaszkodni a turizmus irányításában nemzeti szinten. Ennek a vélekedésnek felel meg a  turizmus irányításának másik rendszere, amikor a turizmust a hozzá legközelebb álló ágazattal együtt szerepel egy minisztériumban. E megoldás mellett is szólnak érvek, hiszen egy kisebb létszámú de hatékonyabban működő nemzeti szintű irányító szervezet is képes a feladatok ellátására.

## A turizmus irányításának lehetséges hazai szervezetei
- Miniszteri irányítás: Nemzeti Fejlesztési Minisztérium + még legalább öt társminisztérium egyes feladatkörök tekintetében
- Országgyűlés Bor- és gasztronómiai albiz. (Gazdasági Biz.); Szőlő, bor és pálinka albiz. (Mg-i biz.)
- Nemzeti Turisztikai Tanácsadó Testület az 1255/2016. (VI.6.) Korm. határozat alapján
- Nemzeti Turisztikai Bizottság (2010 óta nem működik)
  - a turizmusért felelős miniszter tanácsadó és döntés-előkészítő testülete
  - tagjai: a jelentősebb turisztikai szakmai szervezeteket, valamint a regionális idegenforgalmi bizottságokat képviselik (korábban: Országos Idegenforgalmi Bizottság (OIB))
- Magyar Kereskedelmi Engedélyezési Hivatal - Budapest Főváros Kormányhivatalába történő beolvadással megszűnt és 2017. január 1. napjától Budapest Főváros Kormányhivatala szervezeti rendszerén belül folytatja szakmai tevékenységét
- Magyar Turisztikai Ügynökség - turisztikai marketingszervezet (a Magyar Turizmus ZRt., az Országos Idegenforgalmi Hivatal és az Agrármarketing Centrum jogutódjaként)

- Regionális Idegenforgalmi Bizottságok (RIB) - 2010 óta nem működnek
- Megyei önkormányzatok
- Települési önkormányzatok

## A turizmust lebonyolító szervezetek
- Közvetlen tevékenységet folytatók

1. utazási iroda (Travel Bureau)
2. utazási ügynökség (Travel Agency)
3. utazás szervezők (Tour Operator)
4. idegenforgalmi szolgáltató iroda
5. a kiemelt turisztikai fejlesztési térségekben működő állami alapítású részvénytársaságok (eddig Balaton, Sopron-Fertő, Tokaj, Felső-Tisza és Nyírség, Dunakanyar, illetve Debrecen-Hortobágy)
6. helyi és térségi TDM-szervezetek

- Közvetett tevékenységet folytatók

1. Szállodák
2. Éttermek és egyéb vendéglátóhelyek
3. TAXI társaságok
4. Autókölcsönzők

- Kapcsolódó tevékenységet végzők

1. turisztikai reklámot szolgáltatók
2. biztosító társaságok
3. bankok

## A turizmus szakmai és érdekképviseleti szervezetei
I. Nemzetközi szervezetek
- Turisztikai Világszervezet (UNWTO)
- Utazási és Turisztikai Világtanács (WTTC)
- Utazási Irodák Nemzeti Egyesüléseinek Világszövetsége (UFTAA)
- Rendezvényszervezők Nemzetközi Szakmai Szövetsége (MPI)
- Utazási Ügynökségek Világszövetsége (WATA)
- Nemzetközi Légifuvarozási Szövetség (IATA)
- Utazási Ügynökök és Túraszervezők Szövetsége (ECTAA)
- Európai Turisztikai Bizottság (ETC)
- Idegenforgalmi Tudományos Szakértők Nemzetközi Szövetsége (AIEST)

II. Nemzeti szervezetek
- Falusi és Agroturizmus Országos Szövetsége (FATOSZ)
- Turisztikai Tanácsadók Szövetsége (TUTSZ)
- Magyar Szállodák és Éttermek Szövetsége (MSzÉSz)
- Turisztikai Desztinációs Menedzsment (TDM)
- Magyar Turisztikai Egyesülés (MATUR) - 2012-ben megszűnt!
- Magyar Utazási Irodák Szövetsége (MUISZ)
- ECA Hungary
- Magyarországi Rendezvényszervezők Szövetsége (MARESZ)
- IATA Repülőjegy-értékesítő Irodák Magyarországi Egyesülete (IRIME)
- Magyar Kongresszusi Iroda Egyesülés (MKI)
- Országos Idegenforgalmi Munkaadók Szövetsége
- Magyar Idegenvezetők Egyesülete (MIE)
- Magyar Idegenvezetők Szövetsége (MISZ)
- Idegenforgalmi Koordinációs Testület
- Alapítványok
- Kereskedelmi és Iparkamara
- Magyar Autókölcsönzők Szövetsége (MAKSZ)[1]